# Пени Винченци
Пени Винченци (на английски: Penny Vincenzi), с фамилия по баща Ханафорд, е английска писателка на бестселъри в жанра любовен роман и чиклит.

## Биография и творчество
Пени Ханафорд Винченци е родена на 10 април 1939 г. в Борнмът, Девън, Англия, в семейството на Стенли Джордж и Мери Бланш Ханафорд. Още в училище започва да издава свое самиздат списание „Истории“, което продава на съучениците си.
На 16 години започва да работи в библиотека „Хародс“. Омъжва се за Пол Робърт Винченци, рекламен агент, на 27 май 1960 г. Имат 4 дъщери – Поли, Софи, Емили, и Клаудия.
Учи в колеж за секретарки. След дипломирането си се насочва към журналистика. Работи като секретарка във „Вог“, а после в „Татлър“, където става личен асистент на Мардж Пропс. Под нейно влияние се премества в „Дейли Мирър“ като пише за мода и красота, а после в „Нова“ като моден редактор, и в „Оуън“ като редактор на темите за женската красота. Работи като писател на реклами за козметична компания. Съосновател е на успешното списание „Looking Good“, за което продават къщата си и вземат кредит със съпруга си. Пише за „Таймс“, „Дейли Мейл“ и „Космополитън“.
Първият ѝ любовен роман „Стари грехове“ е публикуван през 1989 г. Той бързо става бестселър и тя се посвещава на писателската си кариера.
Произведенията на писателката често са в списъците на бестселърите, и са издадени в над 11 милиона екземпляра по света.
Пени Винченци живее със семейството си в Лондон и Гауър, Южен Уелс. Почива на 25 февруари 2018 г. на 78 години.

## Произведения

### Самостоятелни романи
- Old Sins (1989)
Стари грехове, изд.: „Световна библиотека“, София (1999), прев. Владимир Свинтила
- Wicked Pleasures (1992)
Порочни удоволствия, изд.: „Мойри“, София (1999), прев. Полина Тодорова, Теодора Давидова
- An Outrageous Affair (1993)
Скандали в Холивуд, изд.: „Сиела“, София (1999), прев. Теодора Давидова, Милена Бояджиева
- Another Woman (1994)
Другата жена, изд.: „Мойри“, София (2000), прев. Полина Тодорова
- Forbidden Places (1995)
Забранени места, изд.: „СББ Медиа“, София (2014), прев. Теодора Давидова
- The Glimpses (1996)
- The Dilemma (1996)
Дилемата, изд.: „Мойри“, София (1999), прев. Павел Талев
- Windfall (1997)
Наследството, изд.: „Мойри“, София (1999), прев. Милена Милева
- Almost a Crime (1999)
Почти престъпление, изд.: „Мойри“, София (2000), прев. Теодора Давидова, Антоанета Баева
- Sheer Abandon (2005)
В капана на лъжата, изд.: „Сиела“, София (2005), прев. Теодора Давидова, Цветана Генчева
- An Absolute Scandal (2007)
Абсолютен скандал, изд.: „Сиела“, София (2008), прев. Цветана Генчева
- The Best of Times (2009)
Предателства, изд.: „Сиела“, София (2009), прев. Цветана Генчева
- The Decision (2011) – издаден и като „More Than You Know„
Решението, изд.: „Сиела“, София (2012), прев. Цветана Генчева
- A Perfect Heritage (2014)

### Серия „Трофеи на времето“ (Spoils of Time)
1. No Angel (2000)
Ангели няма, изд.: „Мойри“, София (2001), прев. Анна Иванова
2. Something Dangerous (2001)
Нещо опасно, изд.: „Мойри“, София (2002), прев. Теодора Давидова, Милена Бояджиева
3. Into Temptation (2002)
Изкушените, изд.: „Сиела“, София (2003), прев. Теодора Давидова, Милена Бояджиева

### Сборници
- Delights (2012)
- Love in the Afternoon and Other Delights (2013)

### Документалистика
- There's One Born Every Minute: A Survival Guide for Parents (1984)
- Taking Stock: Over 75 Years of the Oxo Cube (1985)